# Grand Prix Sezon 1921
Sezon Grand Prix 1921 – kolejny sezon wyścigów Grand Prix organizowanych w Europie przez AIACR.

## Podsumowanie Sezonu

### Grandes Épreuves
| Data       | Grand Prix         | Tor     | Zwycięzca (kierowcy) | Zwycięzca (konstruktorzy) | Wyniki |
| ---------- | ------------------ | ------- | -------------------- | ------------------------- | ------ |
| 25 lipca   | Grand Prix Francji | Le Mans | Jimmy Murphy         | Duesenberg                | Wyniki |
| 4 września | Grand Prix Włoch   | Brescia | Jules Goux           | Ballot                    | Wyniki |

### Pozostałe Grand Prix
| Data        | Grand Prix           | Tor       | Zwycięzca (kierowcy) | Zwycięzca (konstruktorzy) | Wyniki |
| ----------- | -------------------- | --------- | -------------------- | ------------------------- | ------ |
| 22 maja     | Garda Circuit        | Salò      | Eugenio Silvani      | Bugatti                   | Wyniki |
| 29 maja     | Targa Florio         | Madonie   | Giulio Masetti       | Fiat                      | Wyniki |
| 6 czerwca   | Coppa della Cascine  | Florencja | „Deo”                | Chiribiri                 | Wyniki |
| 24 lipca    | Mugello Circuit      | Mugello   | Giuseppe Campari     | Alfa Romeo                | Wyniki |
| 4 września  | Coppa Florio         | Brescia   | Jules Goux           | Ballot                    | Wyniki |
| 11 września | Gentlemen Grand Prix | Brescia   | Giulio Masetti       | Mercedes                  | Wyniki |
| 25 września | Coppa Montenero      | Montenero | Corrado Lotti        | Ansaldo                   | Wyniki |